# Scânteiești (gmina)
Scânteiești – gmina w Rumunii, w okręgu Gałacz. Obejmuje miejscowości Fântânele i Scânteiești. W 2011 roku liczyła 2490 mieszkańców. 